# Jasper Cillessen
Jacobus Antonius Peter Johannes Cillessen, dit Jasper Cillessen, né le 22 avril 1989 à Groesbeek (Pays-Bas), est un footballeur international néerlandais qui évolue au poste de gardien de but avec le NEC Nimègue.

## Biographie

### NEC Nimègue
Jasper Cillessen commence à jouer au football dans le petit club de De Treffers à l'âge de 7 ans, et intègre le centre de formation du NEC Nimègue en 2001 à l'âge de 12 ans. En 2008, il signe son premier contrat professionnel avec NEC et commence à jouer avec la réserve. En 2010, Cillessen accepte un nouveau contrat de deux ans jusqu'en juin 2012. Il est promu en équipe première et devient la doublure du vétéran hongrois Gábor Babos, grillant la politesse au Belge Jérémy De Vriendt, pourtant recruté à cet effet.
Le 8 octobre 2010, Jasper est aligné en Eredivisie contre le SC Heerenveen à la suite d'une blessure de Babos. Il réalise une énorme prestation, préservant son but inviolé (0-0), tout en étant désigné homme du match.
À la suite de ce match, l'entraîneur Wiljan Vloet (en) décide de maintenir Cillessen au poste de titulaire pour le reste de la saison.

### Ajax Amsterdam
Lors du mercato d'été 2011, il est transféré à l'Ajax Amsterdam. Il joue son premier match sous ses nouvelles couleurs le 21 septembre 2011, à l'occasion d'une rencontre de coupe des Pays-Bas contre le VV Noordwijk (en). Il est titularisé et son équipe l'emporte par trois buts à un.
Avec L'Ajax, il découvre les compétitions européennes (Ligue des champions et Ligue Europa). Sous les ordres de Frank de Boer, il devient le titulaire indiscutable du poste, et remporte le championnat des Pays-Bas à trois reprises, de 2012 à 2014.
Durant le mercato d'été, son arrivée est annoncée au FC Barcelone, en remplacement de Claudio Bravo. Son transfert s'officialise après le match retour de barrages de la Ligue des champions, que l'Ajax dispute contre Rostov. Pour son dernier match avec les Ajacides, le gardien encaisse quatre buts lors d'une cinglante défaite, qui élimine son club.

### FC Barcelone
Le 25 août 2016, il rejoint le club catalan contre une somme de 13 millions d'euros et signe un contrat  de 5 ans plus deux de bonus. Sa clause libératoire est désormais fixée a 60 millions d'euros.
Il joue son premier match pour le FC Barcelone le 10 septembre 2016, lors d'une rencontre de Liga face au Deportivo Alavés. Il est titularisé et son équipe est battue par deux buts à un.
Le 27 mai 2017, il joue la finale de la Coupe d'Espagne remportée 3 à 1 face au Deportivo Alavés.

### Valence CF
Le 25 juin 2019, il rejoint le Valence CF contre 35 millions d'euros, le gardien brésilien Neto fait le chemin inverse. Il joue son premier match sous ses nouvelles couleurs le 17 août 2019, lors de la première journée de la saison 2019-2020 de Liga face à la Real Sociedad (1-1 score final).
En novembre 2020 Cillessen est blessé au quadriceps, ce qui lui vaut une intervention chirurgicale. Il est éloigné des terrains pendant quatre mois. Il fait son retour à la compétition le 20 février 2021, lors de la réception du Celta de Vigo, en championnat. Il garde sa cage inviolée et son équipe s'impose ce jour-là (2-0).

### Retour au NEC Nimègue
Le 8 août 2022, Jasper Cillessen fait son retour dans son pays natal et dans le club de ses débuts, le NEC Nimègue. Il signe un contrat de trois ans, soit jusqu'en juin 2025.

### En équipe nationale
Il joue son premier match international avec l'équipe des Pays-Bas le 7 juin 2013, lors d'une rencontre amicale face à l'Indonésie.
Il est retenu par le sélectionneur Louis van Gaal afin de disputer la Coupe du monde 2014 organisée au Brésil. Lors du mondial, il officie comme gardien titulaire de la sélection néerlandaise, et dispute un total de sept matchs. Les Pays-Bas se classent troisième du tournoi, en étant battus par l'Argentine en demi-finale, mais en surclassant le Brésil lors du match pour la troisième place.
En juin 2021, Jasper Cillessen fait partie des 26 joueurs de la liste de Frank de Boer pour l'Euro 2020. Quelques jours avant la compétition, il est testé positif au Covid-19 et est contraint de déclarer forfait ; Marco Bizot le remplace.
En novembre 2022, il n'est pas sélectionné par Louis van Gaal pour disputer la Coupe du monde 2022 ; ce dernier préférant Justin Bijlow, Remko Pasveer et Andries Noppert au poste de gardien.

## Statistiques
| Saison                | Club                  | Championnat           | Championnat | Championnat | Coupe(s) nationale(s) | Coupe(s) nationale(s) | Compétition(s) continentale(s) | Compétition(s) continentale(s) | Compétition(s) continentale(s) | Total | Total |
| Saison                | Club                  | Division              | M.          | B.          | M.                    | B.                    | Comp.                          | M.                             | B.                             | M.    | B.    |
| 2010-2011             | NEC Nimègue           | Eredivisie            | 31          | 0           | 1                     | 0                     | -                              | -                              | -                              | 32    | 0     |
| 2011-2012             | NEC Nimègue           | Eredivisie            | 3           | 0           | 0                     | 0                     | -                              | -                              | -                              | 3     | 0     |
| Sous-total            | Sous-total            | Sous-total            | 34          | 0           | 1                     | 0                     | -                              | -                              | -                              | 35    | 0     |
| 2011-2012             | Ajax Amsterdam        | Eredivisie            | 4           | 0           | 3                     | 0                     | C1+C3                          | 0                              | 0                              | 7     | 0     |
| 2012-2013             | Ajax Amsterdam        | Eredivisie            | 5           | 0           | 5                     | 0                     | C1+C3                          | 1+0                            | 0                              | 11    | 0     |
| 2013-2014             | Ajax Amsterdam        | Eredivisie            | 25          | 0           | 1                     | 0                     | C1+C3                          | 5+2                            | 0                              | 33    | 0     |
| 2014-2015             | Ajax Amsterdam        | Eredivisie            | 32          | 0           | 0                     | 0                     | C1+C3                          | 6+4                            | 0                              | 42    | 0     |
| 2015-2016             | Ajax Amsterdam        | Eredivisie            | 33          | 0           | 1                     | 0                     | C1+C3                          | 2+8                            | 0                              | 44    | 0     |
| 2016-2017             | Ajax Amsterdam        | Eredivisie            | 2           | 0           | 0                     | 0                     | C1                             | 4                              | 0                              | 6     | 0     |
| Sous-total            | Sous-total            | Sous-total            | 101         | 0           | 10                    | 0                     | -                              | 32                             | 0                              | 143   | 0     |
| 2016-2017             | FC Barcelone          | Liga                  | 1           | 0           | 8                     | 0                     | C1                             | 1                              | 0                              | 10    | 0     |
| 2017-2018             | FC Barcelone          | Liga                  | 1           | 0           | 9                     | 0                     | C1                             | 1                              | 0                              | 11    | 0     |
| 2018-2019             | FC Barcelone          | Liga                  | 3           | 0           | 7                     | 0                     | C1                             | 1                              | 0                              | 11    | 0     |
| Sous-total            | Sous-total            | Sous-total            | 5           | 0           | 24                    | 0                     | -                              | 3                              | 0                              | 32    | 0     |
| 2019-2020             | Valence CF            | Liga                  | 24          | 0           | 0                     | 0                     | C1                             | 6                              | 0                              | 30    | 0     |
| 2020-2021             | Valence CF            | Liga                  | 10          | 0           | 0                     | 0                     | -                              | -                              | -                              | 10    | 0     |
| 2021-2022             | Valence CF            | Liga                  | 14          | 0           | 0                     | 0                     | -                              | -                              | -                              | 14    | 0     |
| Sous-total            | Sous-total            | Sous-total            | 48          | 0           | 0                     | 0                     | -                              | 6                              | 0                              | 54    | 0     |
| Total sur la carrière | Total sur la carrière | Total sur la carrière | 188         | 0           | 35                    | 0                     | -                              | 41                             | 0                              | 264   | 0     |

## Palmarès

### En club
Il remporte ses premiers trophées sous les couleurs de l'Ajax Amsterdam en étant champion des Pays-Bas à trois reprises en 2012, 2013 et 2014 et vice-champion des Pays-Bas en 2016. Il remporte également la Supercoupe des Pays-Bas en 2013. En 2017 et 2018, il remporte la Coupe d'Espagne et le Championnat d'Espagne en 2018 et 2019 avec le FC Barcelone.

### En sélection
Avec les Pays-Bas, il est troisième de la Coupe du monde 2014.